# Agelopsis coeruleus
Agelopsis coeruleus es un coleóptero de la familia Chrysomelidae. Fue descrita científicamente por primera vez en 1896 por Martin Jacoby.